# のぶりんの気分は青春 天気は○○です 90分
のぶりんの気分は青春 天気は○○です 90分（のぶりんのきぶんはせいしゅんてんきは - ですきゅうじっぷん）は、毎日放送ラジオ（MBSラジオ）で1986年10月11日から2003年9月27日まで放送されていたラジオ番組である 。
タイトルの『○○』には、毎回当日の実際の現地・大阪の天気を入れていた。

## 概要
主な対象リスナー層は、メインパーソナリティの原田伸郎と同世代の人たち。原田は昼の番組のパーソナリティを務めるのはこれが初めてとのこと。担当ディレクターは本番組を始めるにあたって「昼の時間帯に新しい風を吹き込みたい」と話している。

## 放送時間
- 毎週土曜日　11:30-13:00

## 出演者
- 原田伸郎
- 平山泰代
- ソフィア（1989年3月まで）
- 三日月ゆか（1989年4月～1996年3月）
- 塩田えみ（1996年4月～）
- 大月勇（MBSアナウンサー）

## コーナー
- あの頃・あの時ベスト5
- お題でミュージック
- コンニチハ芸能界
  - 本番組初期のコーナー。週刊誌に掲載されている情報を徹底追跡し、その情報の真偽を独断と偏見で探っていく[2]。
- 大発見のコーナー　
  - リスナー投稿企画で、当番組の終了後も、『こんちわコンちゃんお昼ですょ!』の木曜日へ原田が出演する週に（基本として月に1回）放送。
- のぶりんニューズウィークリー・ちょっと聞いたぁ～?
- 名曲ブラザーズ　古今東西の名曲を聴き比べて、似ている曲を「兄弟・姉妹」とみなすリスナー投稿企画。大賞に選ばれると現金5000円がもらえる。
  - テーマ曲は1910フルーツガム・カンパニーの「Bubblegum World」（サザエさんのエンディングテーマにそっくりと話題になった）
- 仮面の告白
  - リスナーが秘密の告白をするコーナー。本番組初期の頃は「私も昔は親衛隊」のタイトルがこの後ろに付いており、リスナーが今だから言える、アイドルやスターなどのファンとして追っかけをしていた過去の話を紹介[2]。
- 中央競馬結果速報
- ラジオネームのコーナー　投稿自体は没でもラジオネームが面白かったのでラジオネームだけを矢継ぎ早に読み上げる。ベストラジオネームに選ばれると、そのラジオネームを使った千社札がプレゼントされる。
- Yesterday,Once,More
  - リスナーにとっての、懐かしい曲からよみがえる青春の日々を綴る[2]。
- ウィークエンドガイド
- スターメロディー（土曜日の夕方に長らく放送されていた単独番組を内包コーナー化）
- お父ちゃんありがとう
- オレンジ・インフォメーション
- あの町この町
- ぺぴーとーきんぐ（1991年10月～）
- ドタバタ井戸端クイズ（1992年4月～1992年9月）
- ないしょの話はあのねのね（1992年10月～）